# Arhopala halmaheira
Arhopala halmaheira är en fjärilsart som beskrevs av George Thomas Bethune-Baker 1904. Arhopala halmaheira ingår i släktet Arhopala och familjen juvelvingar. Inga underarter finns listade i Catalogue of Life.